# Fällsjön
Fällsjön är en sjö i Vindelns kommun i Västerbotten och ingår i Umeälvens huvudavrinningsområde. Sjön har en area på 0,171 kvadratkilometer och ligger 214,3 meter över havet. Sjön avvattnas av vattendraget Stormyrbäcken.

## Delavrinningsområde
Fällsjön ingår i det delavrinningsområde (711996-167678) som SMHI kallar för Mynnar i Stor-Ramsjön. Medelhöjden är 241 meter över havet och ytan är 24,03 kvadratkilometer. Det finns inga avrinningsområden uppströms utan avrinningsområdet är högsta punkten. Stormyrbäcken som avvattnar avrinningsområdet har biflödesordning 4, vilket innebär att vattnet flödar genom totalt 4 vattendrag innan det når havet efter 87 kilometer. Avrinningsområdet består mestadels av skog (67 procent) och sankmarker (11 procent). Avrinningsområdet har 3,5 kvadratkilometer vattenytor vilket ger det en sjöprocent på 14,6 procent.